# سناء طاهر
سناء طاهر هي ممثلة مغربية مواليد مدينة القنيطرة وحاليا تستقر بمدينة الدار البيضاء.

## مسيرتها التمثيلية
درست الموسيقى بمعهد القنيطرة وبعدها بمعهد سلا لمدة خمس سنوات. بعد دراستها في المعهد والمشاركة في عدة مسابقات قامت بإعادة توزيع ثلاث أغاني من خلال تغيير لحنها، منها أغنية للفنانة الكبيرة نعيمة سميح وأغنية للفنانة لطيفة رأفت وأغنية للفنانة سميرة سعيد. شاركت في العديد من الأعمال الدرامية الخليجية، البحرينية، الكويتية والإماراتية، باعتبارها تتقن جميع اللهجات المحلية، بالإضافة إلى اللهجة المصرية. أدت أدوارا في العمل التلفزيوني الدرامي خيانة وطن وفي فيلم المسافر وفيلم عوار قلب.